# Bélgica en los Juegos Olímpicos de Roma 1960
Bélgica estuvo representada en los Juegos Olímpicos de Roma 1960 por un total de 101 deportistas que compitieron en 16 deportes.  
El portador de la bandera en la ceremonia de apertura fue el regatista André Nelis.

## Medallistas
El equipo olímpico belga obtuvo las siguientes medallas:
| Nombre               | Deporte           | Competición |
| -------------------- | ----------------- | ----------- |
| Oro                  |                   |             |
| —                    |                   |             |
| Plata                |                   |             |
| Roger Moens          | Atletismo         | 800 m M     |
| Leo Sterckx          | Ciclismo en pista | Velocidad M |
| Bronce               |                   |             |
| Willy Vanden Berghen | Ciclismo en ruta  | Ruta M      |
| André Nelis          | Vela              | Finn M      |